# Hutchinsoniellidae
Hutchinsoniellidae (Sanders, 1955) è una famiglia di crostacei, unica famiglia dell'ordine Brachypoda, a sua volta unico nella classe Cephalocarida.

## Descrizione
Sono crostacei di piccole dimensioni (2-3,5 mm), con caratteristiche morfologiche uniche, che li differenziano dagli altri crostacei:
- La presenza negli adulti di antenne dietro la bocca (negli altri crostacei le antenne sono sempre disposte davanti alla bocca).
- Una testa molto larga che si prolunga a coprire il primo segmento del torace.
- La bocca si presenta nascosta dietro le labbra superiori, mentre le mascelle inferiori non si sono ancora differenziate del tutto dalle zampe del torace (questa caratteristica fa pensare ad un'organizzazione più primitiva).
- Il torace si divide in dieci segmenti.

## Biologia
Si nutrono di detriti organici e particelle in sospensione nell'acqua, provocando piccoli vortici con le zampe che convogliano il cibo verso la bocca.

## Distribuzione e habitat
Questi crostacei sono reperibili in molti mari ad una profondità superiore ai 1500 metri.